# Wayne Chism
Wayne Chism (Jackson, Tennessee, 16 de junio de 1987) es un baloncestista estadounidense con nacionalidad bareiní. Con 2,06 metros de altura, juega en las posiciones de pívot y ala-pívot. Actualmente integra la plantilla del Al-Salam de la Premier League de Baloncesto de Arabia Saudita. Compite a nivel internacional con la selección de baloncesto de Baréin en calidad de jugador nacionalizado.

## Trayectoria

### Universidad
Chism jugó cuatro temporadas con los Volunteers de la Universidad de Tennessee en la Southeastern Conference de la División I de la NCAA. Actuó en 142 partidos, en los que promedió 11,3 puntos, 6,5 rebotes y 1,1 asistencias por encuentro. 
Participó del Portsmouth Invitational Tournament de 2010, siendo considerado un jugador con proyección profesional. Sin embargo ninguna franquicia lo escogió luego en el Draft de la NBA de 2010. 

### Profesionalismo

#### Europa
Tras haber jugado en la NBA Summer League de Las Vegas como parte de los Sacramento Kings, recibió una oferta de ese equipo para participar de un campo de entrenamiento; empero el pívot la rechazó para comenzar su carrera como profesional en el Antalya BB de la Basketbol Süper Ligi de Turquía. De todos modos, a fines de 2010, Chism regresó a su país, habiendo disputado solamente 4 partidos oficiales con los turcos.
En enero de 2011 se incorporó a los Fort Wayne Mad Ants de la NBA Development League. Al culminar la temporada en esa liga, regresó a Europa. Chism jugaría durante los siguientes tres años en clubes de la máxima categoría del baloncesto húngaro y de la segunda división del baloncesto francés. 

#### Asia
A fines de marzo de 2014 se unió al Rain or Shine Elasto Painters de la PBA de Filipinas, haciendo su debut con un doble-doble ante el GlobalPort Batang Pier. Al culminar la competición en ese país, migró a Israel para jugar en el Hapoel Gilboa Galil Elyon de la Ligat ha'Al, sin embargo en febrero de 2015 regresó al Rain or Shine Elasto Painters. En el mes de abril sería reconocido como el Mejor Jugador Extranjero de la temporada de la PBA, por lo que extendería su contrato por un año más con el club filipino.

#### México
En octubre de 2016 se sumó a Garzas de Plata de la UAEH, equipo de la Liga Nacional de Baloncesto Profesional de México. Jugó 36 partidos allí, promediando 11,9 puntos, 7,3 rebotes y 2,1 asistencias por encuentro.

#### Retorno a Asia
Regresó a la PBA de Filipinas en febrero de 2017. En noviembre de ese año se incorporaría al equipo bareiní Manama, club con el que se consagraría campeón del torneo local, siendo además reconocido nuevamente como el Mejor Jugador Extranjero de la temporada. Tras dos años allí -con un retorno en el medio a la PBA como ficha extranjera de los Magnolia Hotshots y un breve paso en el primer semestre de 2019 por el club libanés Hekmeh BC y por el bareiní Al-Ahli Manama en la FIBA Asia Clubs Champions Cup-, Chism desembarcó en el Uhud Medina de la Premier League de Baloncesto de Arabia Saudita.
En 2020 fue fichado por el Al-Wehda, otro equipo saudí.
Regresó a Baréin en agosto de 2022, contratado por el Bahrain SC.
En octubre de 2023 firmó un contrato con el Al-Salam, haciendo así su retorno a la Premier League de Baloncesto de Arabia Saudita.

## Selección nacional
Chism se nacionalizó como bareiní en 2018, para poder así incorporarse a la selección de baloncesto de Baréin. Con ese equipo actuó en diversos torneos como el Campeonato Árabe de Baloncesto de 2018, el Campeonato FIBA Asia de 2022, el Torneo Asiático de Preclasificación Olímpica FIBA 2023 y el Torneo Preolímpico FIBA 2024. 